# Важне вести
„Важне вести” је југословенски кратки филм из 1960. године. Режирао га је Александар Антонић који је написао и сценарио.

## Улоге
| Глумац         | Улога |
| -------------- | ----- |
| Милош Ласковић |       |
| Петар Лупа     |       |